# Becze József
Becze József (Putnok, 1922. augusztus 27. – Cikolasziget, 1996. január 12.) magyar állatorvos, biológus, egyetemi tanár, az állatorvos-tudományok doktora.

## Élete
Becze József 1922-ben született Putnokon, Becze József és Kekka Jolán fiaként. 1941-ben érettségizett a miskolci Fráter György Gimnáziumban, majd a Ludovika Akadémia hallgatója lett, ahol 1944-ben végzett és tüzérhadnaggyá avatták. 1951-ben a Magyar Agrártudományi Egyetem Állatorvos-tudományi Karán szerzett állatorvos-doktori oklevelet, majd a budapesti Állattenyésztési Kutatóintézet Lótenyésztési Osztályának tudományos segédmunkatársa, 1958-ban pedig a Szaporodásbiológiai Osztály osztályvezető tudományos munkatársa lett.
1957-ben az állatorvos-tudományok kandidátusa, 1970-ben doktora lett. 1965 és 1966 között a Göttingeni Egyetem Szaporodásbiológiai Tanszékének vendégkutatója volt. 1989-ben a PATE Mezőgazdaság-tudományi Kara Állattenyésztés-tani Tanszékének egyetemi tanárává nevezték ki. Tagja volt az MTA Állattenyésztési és Takarmányozási Tudományos Bizottságának, 1965-ben pedig az Olasz Mezőgazdasági Akadémia levelező, 1982-ben az NDK Mezőgazdasági Akadémia tiszteletbeli tagja lett. 1968-tól tagja volt a Zuchthygiene és a hamburgi Reproduction in Domestic Animals c. folyóiratok szerkesztőbizottságának is.
Szaporodásbiológiával és állatöröklődés-tannal foglalkozott, kutatási témái között voltak a versenyló-, illetve a nehézigásló-tenyésztés, valamint az öszvérelőállítás és az ezzel kapcsolatos hibridizáció kérdései, az endokrin reguláció mechanizmusainak problémái, az állománymeddőség és az embrióátültetés, emellett foglalkozott a nem fertőző eredetű meddőség vizsgálatával, az ivari működés fiziológiájával és patológiájával, és a magzati kor rendellenességeivel is.
Felesége 1958-tól Dombrády Sarolta volt, egy gyermekük született. 1996-ban hunyt el a Győr-Moson-Sopron megyei Cikolaszigeten.